# Polycarpaea rheophytica
Polycarpaea rheophytica är en nejlikväxtart som beskrevs av Martin Roy Cheek. Polycarpaea rheophytica ingår i släktet Polycarpaea och familjen nejlikväxter. Inga underarter finns listade i Catalogue of Life.